# Llista d'asteroides/93401–93500
| Nom     | Designació provisional | Data de descobriment | Lloc de descobriment | Descobridor/s  |
| ------- | ---------------------- | -------------------- | -------------------- | -------------- |
| 93401 - | 2000 SE293             | 27 de setembre, 2000 | Socorro              | LINEAR         |
| 93402 - | 2000 SG293             | 27 de setembre, 2000 | Socorro              | LINEAR         |
| 93403 - | 2000 SM293             | 27 de setembre, 2000 | Socorro              | LINEAR         |
| 93404 - | 2000 SQ293             | 27 de setembre, 2000 | Socorro              | LINEAR         |
| 93405 - | 2000 SV293             | 27 de setembre, 2000 | Socorro              | LINEAR         |
| 93406 - | 2000 SZ293             | 27 de setembre, 2000 | Socorro              | LINEAR         |
| 93407 - | 2000 SM294             | 27 de setembre, 2000 | Socorro              | LINEAR         |
| 93408 - | 2000 SV294             | 27 de setembre, 2000 | Socorro              | LINEAR         |
| 93409 - | 2000 SS296             | 28 de setembre, 2000 | Socorro              | LINEAR         |
| 93410 - | 2000 SJ297             | 28 de setembre, 2000 | Socorro              | LINEAR         |
| 93411 - | 2000 SY298             | 28 de setembre, 2000 | Socorro              | LINEAR         |
| 93412 - | 2000 ST300             | 28 de setembre, 2000 | Socorro              | LINEAR         |
| 93413 - | 2000 SB301             | 28 de setembre, 2000 | Socorro              | LINEAR         |
| 93414 - | 2000 SC301             | 28 de setembre, 2000 | Socorro              | LINEAR         |
| 93415 - | 2000 SW301             | 28 de setembre, 2000 | Socorro              | LINEAR         |
| 93416 - | 2000 SG303             | 28 de setembre, 2000 | Socorro              | LINEAR         |
| 93417 - | 2000 SV303             | 28 de setembre, 2000 | Socorro              | LINEAR         |
| 93418 - | 2000 SB305             | 30 de setembre, 2000 | Socorro              | LINEAR         |
| 93419 - | 2000 SS305             | 30 de setembre, 2000 | Socorro              | LINEAR         |
| 93420 - | 2000 SC307             | 30 de setembre, 2000 | Socorro              | LINEAR         |
| 93421 - | 2000 SK307             | 30 de setembre, 2000 | Socorro              | LINEAR         |
| 93422 - | 2000 SB308             | 30 de setembre, 2000 | Socorro              | LINEAR         |
| 93423 - | 2000 SG308             | 30 de setembre, 2000 | Socorro              | LINEAR         |
| 93424 - | 2000 SP312             | 27 de setembre, 2000 | Socorro              | LINEAR         |
| 93425 - | 2000 SC314             | 27 de setembre, 2000 | Socorro              | LINEAR         |
| 93426 - | 2000 SQ315             | 28 de setembre, 2000 | Socorro              | LINEAR         |
| 93427 - | 2000 SY315             | 30 de setembre, 2000 | Socorro              | LINEAR         |
| 93428 - | 2000 ST316             | 30 de setembre, 2000 | Socorro              | LINEAR         |
| 93429 - | 2000 SE317             | 30 de setembre, 2000 | Socorro              | LINEAR         |
| 93430 - | 2000 SG317             | 30 de setembre, 2000 | Socorro              | LINEAR         |
| 93431 - | 2000 SS317             | 30 de setembre, 2000 | Socorro              | LINEAR         |
| 93432 - | 2000 SN318             | 26 de setembre, 2000 | Socorro              | LINEAR         |
| 93433 - | 2000 SN319             | 26 de setembre, 2000 | Socorro              | LINEAR         |
| 93434 - | 2000 ST319             | 26 de setembre, 2000 | Socorro              | LINEAR         |
| 93435 - | 2000 SS320             | 27 de setembre, 2000 | Socorro              | LINEAR         |
| 93436 - | 2000 SO326             | 29 de setembre, 2000 | Kitt Peak            | Spacewatch     |
| 93437 - | 2000 SG327             | 29 de setembre, 2000 | Haleakala            | NEAT           |
| 93438 - | 2000 SR327             | 30 de setembre, 2000 | Socorro              | LINEAR         |
| 93439 - | 2000 SF328             | 30 de setembre, 2000 | Socorro              | LINEAR         |
| 93440 - | 2000 SX328             | 27 de setembre, 2000 | Socorro              | LINEAR         |
| 93441 - | 2000 SV330             | 27 de setembre, 2000 | Kitt Peak            | Spacewatch     |
| 93442 - | 2000 SO333             | 26 de setembre, 2000 | Haleakala            | NEAT           |
| 93443 - | 2000 SK336             | 26 de setembre, 2000 | Haleakala            | NEAT           |
| 93444 - | 2000 SN336             | 26 de setembre, 2000 | Haleakala            | NEAT           |
| 93445 - | 2000 SU336             | 26 de setembre, 2000 | Haleakala            | NEAT           |
| 93446 - | 2000 SV339             | 25 de setembre, 2000 | Kitt Peak            | Spacewatch     |
| 93447 - | 2000 SZ339             | 25 de setembre, 2000 | Kitt Peak            | Spacewatch     |
| 93448 - | 2000 SA345             | 20 de setembre, 2000 | Socorro              | LINEAR         |
| 93449 - | 2000 SD347             | 25 de setembre, 2000 | Socorro              | LINEAR         |
| 93450 - | 2000 SP347             | 22 de setembre, 2000 | Socorro              | LINEAR         |
| 93451 - | 2000 SE349             | 30 de setembre, 2000 | Anderson Mesa        | LONEOS         |
| 93452 - | 2000 SY351             | 29 de setembre, 2000 | Anderson Mesa        | LONEOS         |
| 93453 - | 2000 SZ351             | 26 de setembre, 2000 | Anderson Mesa        | LONEOS         |
| 93454 - | 2000 SP352             | 30 de setembre, 2000 | Anderson Mesa        | LONEOS         |
| 93455 - | 2000 SS352             | 30 de setembre, 2000 | Anderson Mesa        | LONEOS         |
| 93456 - | 2000 SG357             | 28 de setembre, 2000 | Anderson Mesa        | LONEOS         |
| 93457 - | 2000 ST358             | 25 de setembre, 2000 | Socorro              | LINEAR         |
| 93458 - | 2000 SX358             | 25 de setembre, 2000 | Haleakala            | NEAT           |
| 93459 - | 2000 SK360             | 26 de setembre, 2000 | Anderson Mesa        | LONEOS         |
| 93460 - | 2000 SV360             | 22 de setembre, 2000 | Anderson Mesa        | LONEOS         |
| 93461 - | 2000 ST363             | 20 de setembre, 2000 | Socorro              | LINEAR         |
| 93462 - | 2000 SJ367             | 22 de setembre, 2000 | Haleakala            | NEAT           |
| 93463 - | 2000 SC368             | 24 de setembre, 2000 | Socorro              | LINEAR         |
| 93464 - | 2000 SA369             | 23 de setembre, 2000 | Anderson Mesa        | LONEOS         |
| 93465 - | 2000 SY369             | 24 de setembre, 2000 | Anderson Mesa        | LONEOS         |
| 93466 - | 2000 TO                | 2 d'octubre, 2000    | Emerald Lane         | L. Ball        |
| 93467 - | 2000 TM5               | 1 d'octubre, 2000    | Socorro              | LINEAR         |
| 93468 - | 2000 TY5               | 1 d'octubre, 2000    | Socorro              | LINEAR         |
| 93469 - | 2000 TW10              | 1 d'octubre, 2000    | Socorro              | LINEAR         |
| 93470 - | 2000 TW11              | 1 d'octubre, 2000    | Socorro              | LINEAR         |
| 93471 - | 2000 TU12              | 1 d'octubre, 2000    | Socorro              | LINEAR         |
| 93472 - | 2000 TV12              | 1 d'octubre, 2000    | Socorro              | LINEAR         |
| 93473 - | 2000 TY13              | 1 d'octubre, 2000    | Socorro              | LINEAR         |
| 93474 - | 2000 TU14              | 1 d'octubre, 2000    | Socorro              | LINEAR         |
| 93475 - | 2000 TB17              | 1 d'octubre, 2000    | Socorro              | LINEAR         |
| 93476 - | 2000 TG17              | 1 d'octubre, 2000    | Socorro              | LINEAR         |
| 93477 - | 2000 TL17              | 1 d'octubre, 2000    | Socorro              | LINEAR         |
| 93478 - | 2000 TQ19              | 1 d'octubre, 2000    | Socorro              | LINEAR         |
| 93479 - | 2000 TM20              | 1 d'octubre, 2000    | Socorro              | LINEAR         |
| 93480 - | 2000 TZ20              | 1 d'octubre, 2000    | Socorro              | LINEAR         |
| 93481 - | 2000 TN21              | 1 d'octubre, 2000    | Socorro              | LINEAR         |
| 93482 - | 2000 TO21              | 1 d'octubre, 2000    | Socorro              | LINEAR         |
| 93483 - | 2000 TM22              | 3 d'octubre, 2000    | Socorro              | LINEAR         |
| 93484 - | 2000 TP22              | 5 d'octubre, 2000    | Prescott             | P. G. Comba    |
| 93485 - | 2000 TS24              | 2 d'octubre, 2000    | Socorro              | LINEAR         |
| 93486 - | 2000 TE25              | 2 d'octubre, 2000    | Socorro              | LINEAR         |
| 93487 - | 2000 TD26              | 1 d'octubre, 2000    | Socorro              | LINEAR         |
| 93488 - | 2000 TV32              | 2 d'octubre, 2000    | Socorro              | LINEAR         |
| 93489 - | 2000 TT33              | 5 d'octubre, 2000    | Socorro              | LINEAR         |
| 93490 - | 2000 TV33              | 8 d'octubre, 2000    | Emerald Lane         | L. Ball        |
| 93491 - | 2000 TC34              | 7 d'octubre, 2000    | Desert Beaver        | W. K. Y. Yeung |
| 93492 - | 2000 TD36              | 6 d'octubre, 2000    | Anderson Mesa        | LONEOS         |
| 93493 - | 2000 TN38              | 1 d'octubre, 2000    | Socorro              | LINEAR         |
| 93494 - | 2000 TA39              | 1 d'octubre, 2000    | Socorro              | LINEAR         |
| 93495 - | 2000 TB39              | 1 d'octubre, 2000    | Socorro              | LINEAR         |
| 93496 - | 2000 TT41              | 1 d'octubre, 2000    | Socorro              | LINEAR         |
| 93497 - | 2000 TV42              | 1 d'octubre, 2000    | Socorro              | LINEAR         |
| 93498 - | 2000 TH45              | 1 d'octubre, 2000    | Socorro              | LINEAR         |
| 93499 - | 2000 TK46              | 1 d'octubre, 2000    | Anderson Mesa        | LONEOS         |
| 93500 - | 2000 TU49              | 1 d'octubre, 2000    | Socorro              | LINEAR         |